# Comtat de Šiauliai
El Comtat de Šiauliai és una divisió administrativa de Lituània. La capital és Šiauliai. Es divideix en municipis i districtes:
- Districte municipal d'Akmenė
- Districte municipal de Joniškis
- Districte municipal de Kelmė
- Districte municipal de Pakruojis
- Districte municipal de Radviliškis
- Šiauliai
- Districte municipal de Šiauliai